# Gymnocephalus baloni
Gymnocephalus baloni és una espècie de peix de la família dels pèrcids i de l'ordre dels perciformes. Es distribueix per Europa (Àustria, Bòsnia i Hercegovina, Bulgària, Croàcia, Alemanya, Hongria, Moldàvia, Romania, Sèrbia, Eslovàquia, Eslovènia i Ucraïna): les conques dels rius Danubi (des del delta fins a Baviera) i el riu Dnièper (des del delta fins a Kíev).
Els mascles poden assolir els 15 cm de longitud total. Tenen 14-16 espines a l'aleta dorsal i els flancs grisos amb un nombre reduït de taques grans, irregulars i fosques.
És un peix d'aigua dolça, bentopelàgic i de clima temperat (10 °C-20 °C), el qual habita indrets d'aigües estacandes de fons sorrencs i fangosos o grans rius de corrent moderat.
Menja petits invertebrats durant la nit.
Els mascles es reprodueixen per primera vegada en arribar als 1-2 anys i les femelles entre 2 i 3. Duu a terme migracions des dels corrents principals dels rius fins a aigües estancades per fresar.